# Montagna in Valtellina

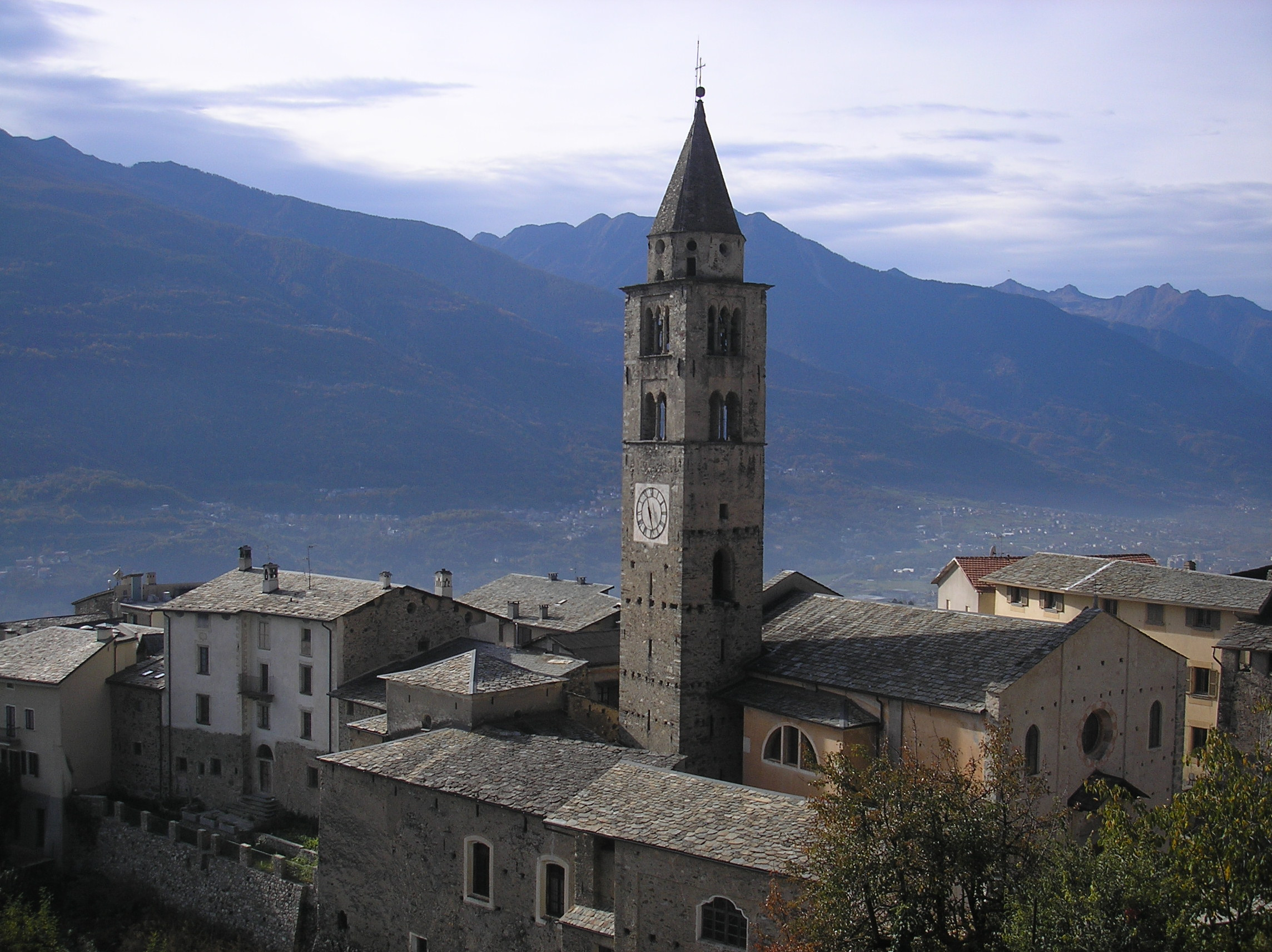
Montagna in Valtellina

Montagna in Valtellina is een gemeente in de Italiaanse provincie Sondrio (regio Lombardije) en telt 2983 inwoners (31-12-2004). De oppervlakte bedraagt 48,6 km², de bevolkingsdichtheid is 60 inwoners per km².

## Demografie
Montagna in Valtellina telt ongeveer 1248 huishoudens. Het aantal inwoners daalde in de periode 1991-2001 met 4,7% volgens cijfers uit de tienjaarlijkse volkstellingen van ISTAT.
| Jaar | Inwoneraantal |
| ---- | ------------- |
| 1991 | 3031          |
| 2001 | 2890          |

## Geografie
Montagna in Valtellina grenst aan de volgende gemeenten: Albosaggia, Caspoggio, Chiuro, Faedo Valtellino, Lanzada, Piateda, Poggiridenti, Ponte in Valtellina, Sondrio, Spriana, Torre di Santa Maria, Tresivio.